# Merz-művészet

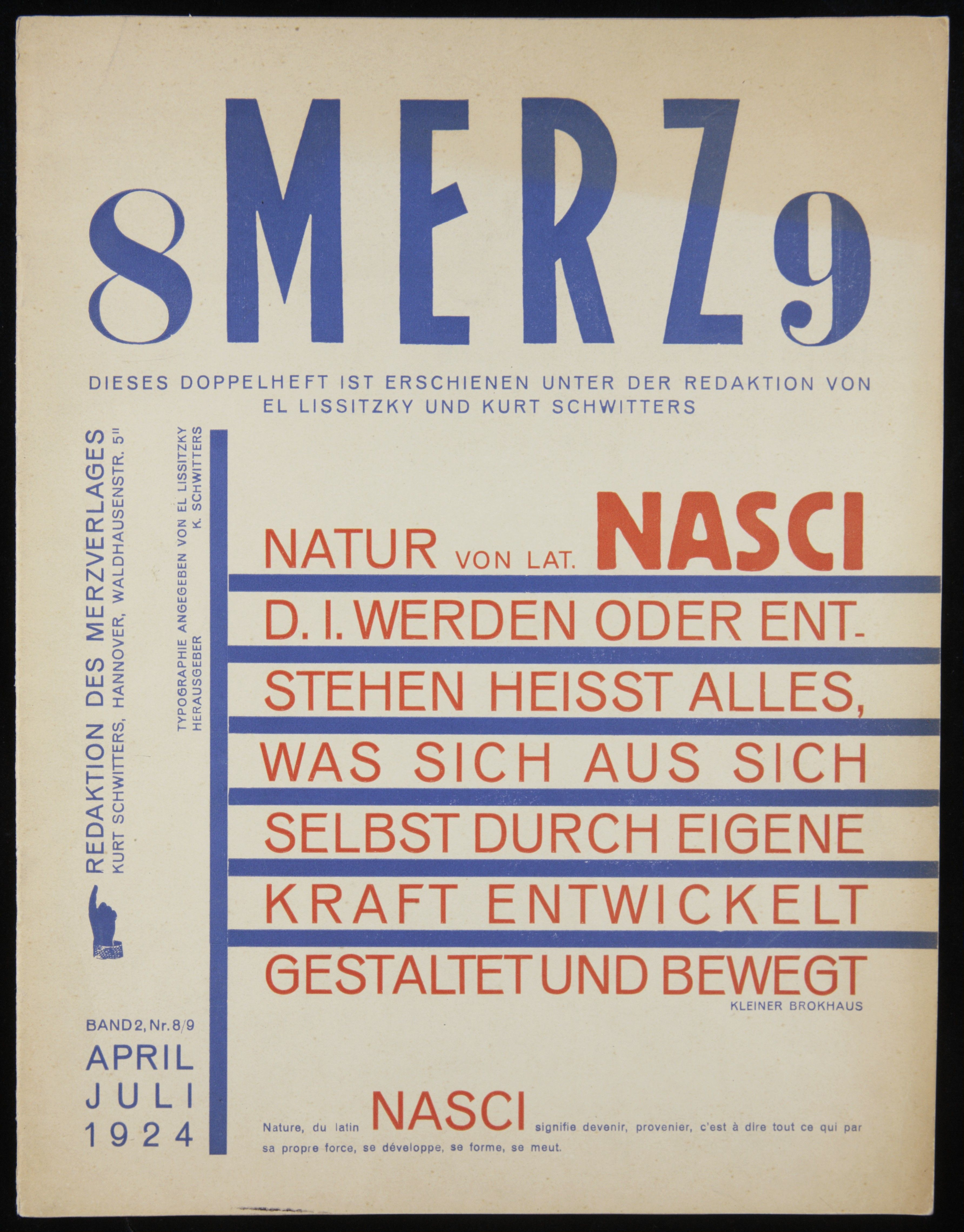
MERZ-Magazin címlapja, El Liszickij műve, 1924-ből

A Merz-művészet (németül Merz-Kunst) vagy röviden Merz mint művészeti stílus a 20. század eleső felében a dadaizmuson belül kialakult, később attól eltávolodott művészeti stílusirányzat volt. 

## A név eredete
A nevet Kurt Schwitters (1887–1948) hannoveri dadaistához kötik, aki valószínűleg a Commerz szót (a Commerzbank nevéből) kettévágta és a képet Merz-nek nevezte el, hogy ezzel is jelezze az avantgardizmus üzletellenességét. 

## Története
A hannoveri festőművész, Kurt Schwitters 1918 végén ismerkedett meg a berlini dadaista csoport egyik tagjával, Raoul Hausmann-nal. Azonnal barátságot kötöttek, de Schwitters nem kerülhetett be a berlini Klub Dadába, arra hivatkozásul, hogy képeivel „konvencionális” tárlatokon vesz részt és könyvet is publikált. Schwitters külön utakon kereste hát az önkifejezés módozatait, s 1919 júliusában Berlinben jelentkezett első önálló kiállításával, amelyen a dadaisták által kedvelt képzőművészeti kollázsokat, assemblage-okat állított ki. A tárlat címe Merz volt, de Schwitters – a dada mintájára – ezzel a szóval jelölte művészete egészét és lényegét, azzal a különbségtétellel, hogy a művészetellenes dadával szemben a Merzet művészetként határozta meg. Festményeit és assemblage-ait az ötletszerűen elhelyezett köznapi tárgyak sokasága jellemezte, de Schwitters hasonló szellemben készített szobrokat és írt hangverseket is. Művészetét egy évtizeden át a dadaizmus hatására megfogalmazott művészi koncepciónak szentelte („A Merz én vagyok” – ahogy 1927-ben írta). 1923-ban indított, Merz című folyóirata 1932-ig jelent meg, és bár Schwitters 1948-as haláláig hű maradt a dadaista mozgalomhoz, a későbbi években művészi tevékenysége háttérbe szorult.A "merz kép" egy olyan művészeti stílust és technikát jelent, amelyet Kurt Schwitters német művész fejlesztett ki a 20. század elején. Schwitters a "Merz" elnevezést saját nevéből és a Commerzbank (kereskedelmi bank) szóból alkotta meg.
A merz kép egy kollázs művészeti forma, amelyben különböző tárgyakat, anyagokat és képeket kombinálnak egy új alkotás létrehozásához. Schwitters gyakran használt hétköznapi tárgyakat, mint például újságcikkeket, szórólapokat, papírdarabokat, faforgácsot, sérült bútorokat és más szemetet, és ezeket egymásra ragasztotta vagy festett rájuk.
A merz képeknek nincs előre meghatározott formája vagy szabályrendszere. Schwitters szabadon alkotta meg az alkotásait, és a kollázsok lehetnek absztrakt vagy figuratívak, színesek vagy fekete-fehérek. A cél az volt, hogy a különböző anyagok és elemek kombinációjával új vizuális élményt hozzon létre.
A merz képek jelentős hatással voltak a kortárs művészetre és a dadaizmus mozgalomra. Schwitters merz művei kiemelkedően fontosak voltak a 20. században a kollázs és a tárgyi művészet területén, és inspirációt nyújtottak sok későbbi művész számára is.

## Képgaléria

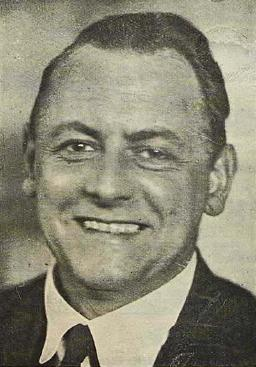
Kurt Schwitters 1927 előtt, Genja Jonas fényképe
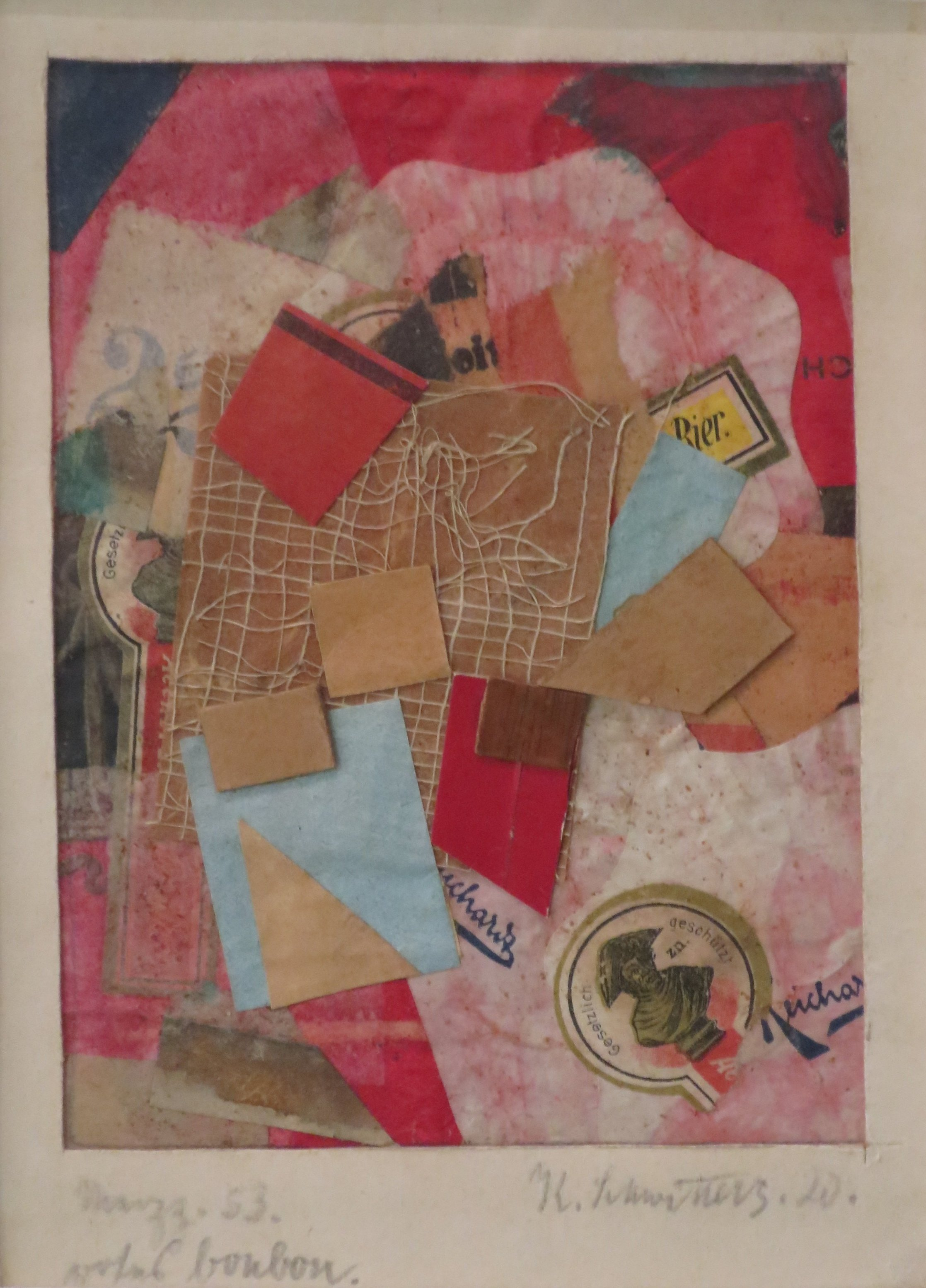
Kurt Schwitters: Merzz. 53. (1920)
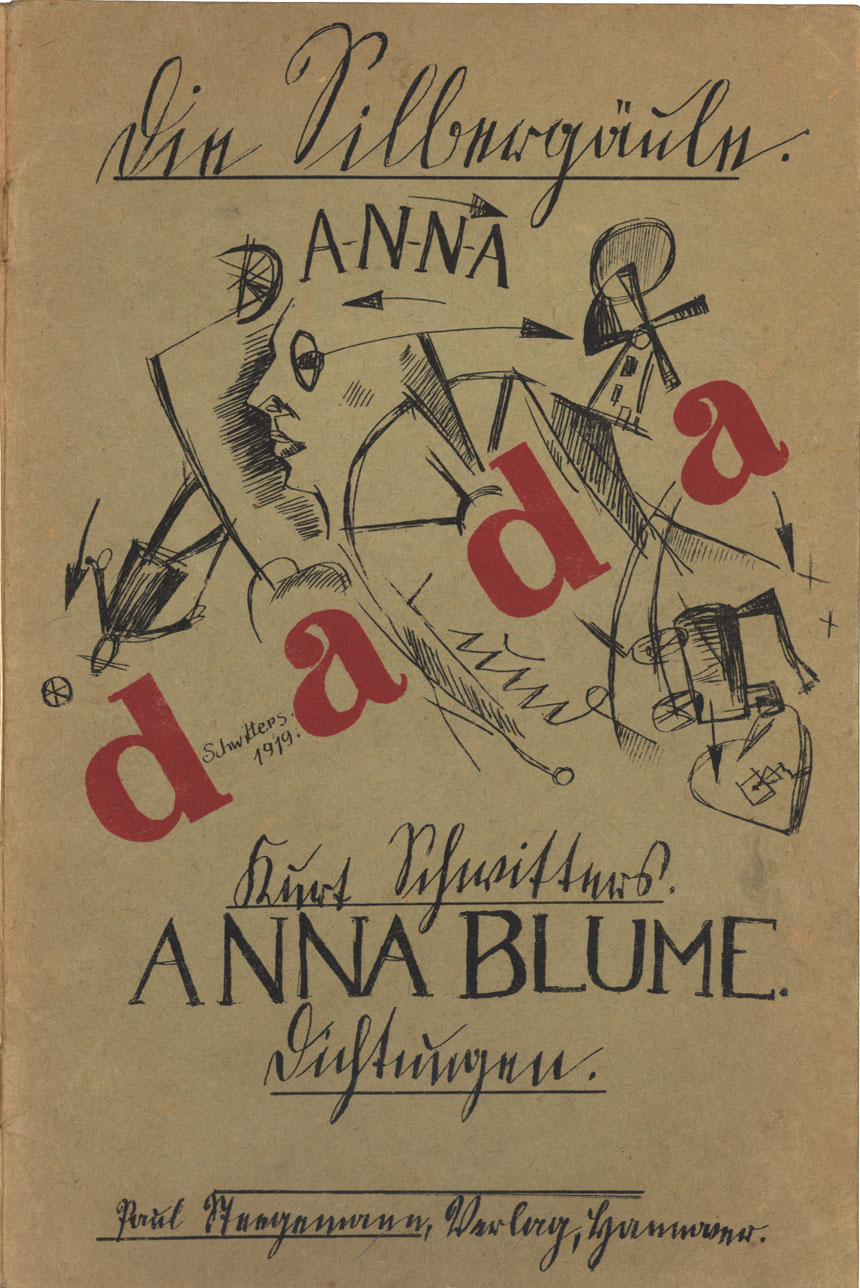
Anna Blume címlap, 1919